# Tanambao Tsirandrana
Tanambao Tsirandrana is een plaats en commune in het zuiden van Madagaskar, behorend tot het district Bekily, dat gelegen is in de regio Androy. Tijdens een volkstelling in 2001 telde de plaats 2.105 inwoners.
De plaats biedt enkel lager onderwijs aan. 80% van de bevolking werkt als landbouwer en 20% houdt zich bezig met veeteelt. De meest belangrijke landbouwproducten zijn rijst en pinda's; overig belangrijk product is maniok.